# Бельгия на летних Олимпийских играх 2008
Бельгия принимала участие в Летних Олимпийских играх 2008 года в Пекине (Китай) в двенадцатый раз за свою историю, и завоевала одну золотую, одну серебряную медаль. Сборная страны состояла из 94 спортсменов (77 мужчин, 17 женщин).

## Медалисты
| Медаль | Спортсмен                                           | Вид спорта      | Дисциплина                |
| ------ | --------------------------------------------------- | --------------- | ------------------------- |
| Золото | Тиа Хеллебаут                                       | Лёгкая атлетика | Женщины, прыжки в высоту  |
| Золото | Оливия Борле Ким Геварт Ханна Мариен Элоди Уэдраого | Лёгкая атлетика | Женщины, эстафета 4×100 м |

## Результаты соревнований

### Академическая гребля
В следующий раунд из каждого заезда проходили несколько лучших экипажей (в зависимости от дисциплины). В финал A выходили 6 сильнейших экипажей, остальные разыгрывали места в утешительных финалах B-F.
Мужчины
| Соревнование  | Спортсмены                | Предварительный заезд | Предварительный заезд | Предварительный заезд | Отборочный заезд | Отборочный заезд | Отборочный заезд | Четвертьфинал | Четвертьфинал | Четвертьфинал | Полуфинал     | Полуфинал     | Полуфинал     | Финал   | Финал   | Итоговое место |
| Соревнование  | Спортсмены                | Заезд                 | Время                 | Место                 | Заезд            | Время            | Место            | Заезд         | Время         | Место         | Заезд         | Время         | Место         | Время   | Место   | Итоговое место |
| ------------- | ------------------------- | --------------------- | --------------------- | --------------------- | ---------------- | ---------------- | ---------------- | ------------- | ------------- | ------------- | ------------- | ------------- | ------------- | ------- | ------- | -------------- |
| одиночки      | Тим Майенс                | 1                     | 7:16,60               | 1 Q                   | Не проводится    | Не проводится    | Не проводится    | 3             | 6:52,70       | 2 Q           | Полуфинал A/B | Полуфинал A/B | Полуфинал A/B | Финал A | Финал A | 4              |
| одиночки      | Тим Майенс                | 1                     | 7:16,60               | 1 Q                   | Не проводится    | Не проводится    | Не проводится    | 3             | 6:52,70       | 2 Q           | 1             | 6:59,65       | 3 Q           | 7:03,40 | 4       | 4              |
| двойки парные | Барт Пулворде Кристоф Рас | 1                     | 6:31,84               | 4                     | 1                | 6:24,01          | 2 Q              | не проводится | не проводится | не проводится | 1             | 6:26,91       | 5 QB          | Финал B | Финал B | 8              |
| двойки парные | Барт Пулворде Кристоф Рас | 1                     | 6:31,84               | 4                     | 1                | 6:24,01          | 2 Q              | не проводится | не проводится | не проводится | 1             | 6:26,91       | 5 QB          | 6:35,55 | 2       | 8              |